# ジェイソン・ムーア
ジェイソン・ムーア（Jason Moore、1984年/1985年 - ）は、アメリカ合衆国のウィキペディアンである。2007年から「Another Believer」というユーザー名で参加し、英語版ウィキペディアにおいて最も多く編集活動をした利用者の一人として知られている。主に新型コロナウイルスやジョージ・フロイド抗議運動などの現在の出来事、および出身地のポートランド市の文化に関する記事を編集している。Wikipedia上で、こうした項目において共同で作業するためにウィキプロジェクトを設立し発展させた。ウィキメディア運動の主催者として新入りの編集者向けにオフラインミーティング（オフ会）やエディタソンなどのイベントを開催したこともある。

## ウィキペディア活動
2022年時点で英語版ウィキペディアにおいて50万回以上編集し、最も大きく貢献した利用者の一人であり、「Another Believer」というユーザー名で2007年から数千の記事を書き上げた。その記事は自然災害やテロ事件などの現在の出来事を中心にし、たとえば2021年アメリカ合衆国議会議事堂襲撃事件、2022年バッファロー銃乱射事件、2022年ラグーナウッズ銃乱射事件などがある。 その上、新型コロナウイルス感染症に関する出来事などをなるべく最適な記事に改善するように数々のウィキプロジェクトを設立した。 特に、アメリカの各州および諸々の業界や集団に及んだ新型コロナウイルス感染症の急拡大も記録した。ジョージ・フロイドの死後起こった抗議運動に関する記事に大きく貢献した。 アメリカ議会議事堂襲撃事件の当時適当な記事を作成し、他の編集者と協力しながら新情報の点検や即時編集を行っていた。

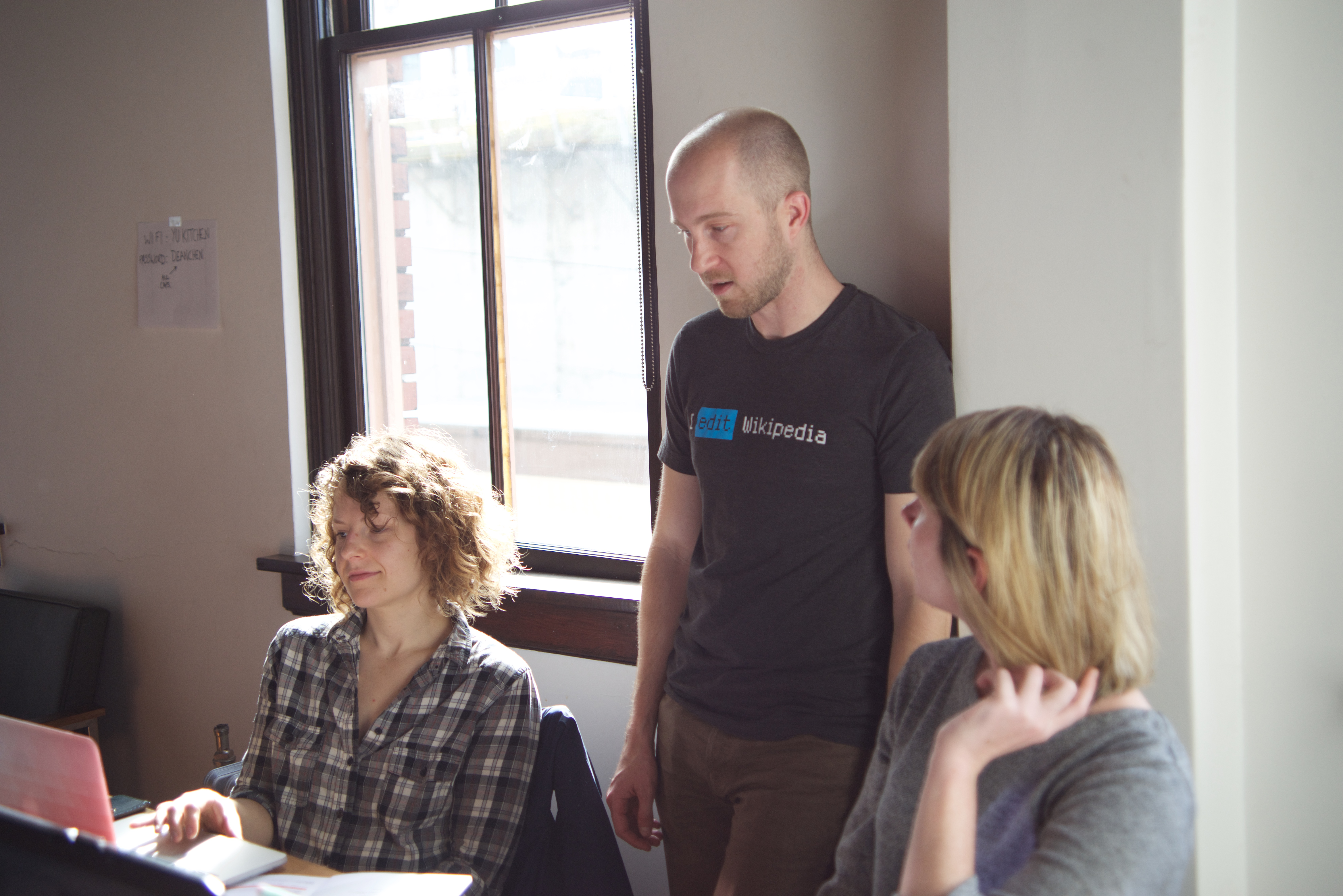
2016年アート+フェミニズムのエディタソンに参加中（ポートランド、オレゴン州）

ポートランド市にかかわる記事も投稿し、ポートランドのバラ、馬の輪、イェール・ランドリー・ビル、オレゴン交響楽団のライブアルバムMusic for a Time of War（戦時の音楽）などがある。 ムーアの初めて秀逸と公認された記事は2007年Rufus Does Judy at Carnegie Hallであった。「ネットをとても簡単に改善できるという一瞬の喜び」、「世界と情報を分かち合える」ときの満足感が編集のモチベーションになると答えている。CNNビジネスに「ウィキペディアのインフルエンサー」と叙述された。
ウィキペディア活動のほか、ウィキメディア運動のためにオフ会や新入りの編集者向けのイベントも主催した。2013年にはポートランド美術館でエディタソンのイベントを催し、参加者は政治・公共の資源を利用し、市内の芸術品やアートに関する人物、組織を調べ、ウィキペディアを改善するよう促された。ウィキペディア内のポートランド市の女性アーティストや一般の芸術についての情報が更に充実するように、ポートランド周辺でイベントを主催し続けた。LGBT関連（歴史・文化）の内容を充実させることを目標にし、ウィキメディア財団の関係団体とWiki Loves Prideというキャンペーンの設立に関与した。

## 経歴
ムーアは1984年から1985年の間に生まれた。ヒューストンで育てられ、学生時代はブックレポートと科学プロジェクトを好んだ。2022年時点でポートランド市に在住し、デジタルストラテジストの仕事をする。以前オレゴン交響楽団の資金調達部に勤務した。